# Mistrzostwa Europy w biegu na 100 km 2005
14. Mistrzostwa Europy w biegu na 100 km 2005 – zawody lekkoatletyczne, które odbyły się 10 września 2005 w Winschoten, Holandia.

## Medaliści
|                         | 1. miejsce       | Rezultat | 2. miejsce                | Rezultat | 3. miejsce     | Rezultat |
| Mężczyźni indywidualnie | Oleg Kharitonov  | 6:30:31  | Mario Ardemagni           | 6:40:39  | Pascal Fetizon | 6:50:22  |
| Kobiety indywidualnie   | Monica Casiraghi | 7:53:25  | Birgit Schönherr-Hölscher | 7:53:28  | Karine Herry   | 7:55:53  |

## Reprezentacja Polski

### Mężczyźni
| Miejsce | Zawodnik      | Klub                         | Rezultat |
| 22.     | Roman Elwart  | LKS Ziemi Puckiej Puck       | 7:43:08  |
| 38.     | Andrzej Burek | KB Maratończyk Team Szczecin | 8:33:16  |